# Talkududechour
Talkududechour (nep. टल्कु डुडेचौर) – gaun wikas samiti w środkowej części Nepalu w strefie Bagmati w dystrykcie Katmandu. Według nepalskiego spisu powszechnego z 2001 roku liczył on 547 gospodarstw domowych i 2736 mieszkańców (1353 kobiet i 1383 mężczyzn).